# Moi et l'Impératrice
Pour plus de détails, voir Fiche technique et Distribution.
Moi et l'Impératrice (Ich und die Kaiserin) est un film allemand réalisé par Friedrich Hollaender, sorti en 1933.

## Fiche technique
- Titre original : Ich und die Kaiserin
- Titre français : Moi et l'Impératrice
- Réalisation : Friedrich Hollaender
- Scénario : Robert Liebmann (en) et Walter Reisch
- Direction artistique : Robert Herlth et Walter Röhrig
- Costumes : Robert Herlth
- Photographie : Friedl Behn-Grund
- Montage : Heinz G. Janson et René Métain (en)
- Musique : Franz Waxman
- Pays de production : République de Weimar
- Format : Noir et blanc - 1,37:1
- Genre : comédie musicale
- Durée : 82 minutes
- Date de sortie : 1933

## Distribution
- Lilian Harvey : Juliette
- Mady Christians : Eugénie de Montijo
- Conrad Veidt : Marquis de Pontignac
- Heinz Rühmann : Didier
- Friedel Schuster (de) : Annabel
- Hubert von Meyerinck : Flügeladjutant
- Julius Falkenstein : Jacques Offenbach
- Paul Morgan : Erfinder des Fahrrades
- Hans Hermann Schaufuss : Docteur
- Kate Kühl (en) : Marianne
- Heinrich Gretler : Sanitäter
- Eugen Rex (en) : Etienne
- Hans Deppe